# Estrela Herbig Ae/Be
As estrelas Herbig Ae/Be são estrelas jovens pertencentes aos tipos espectrais A e B, que ainda não entraram na sequência principal. Estão envoltas em nuvens de gás e poeira e podem estar rodeadas por um disco circum-estelar. Têm uma massa compreendida entre 2 e 8 massas solares. O seu nome é devido ao astrónomo George Herbig, que em 1960 distinguiu este tipo de estrelas das demais.
Os critérios para distinguir as estrelas Herbig Ae/Be são:
- Tipo espectral anterior a F0 (as estrelas de tipo F, G, K y M são estrelas T Tauri),
- Linhas de emissão Balmer no espectro (similares às estrelas T Tauri),
- Excesso de radiação no infravemelho em comparação com as estrelas ordinárias devido a poeira circum-estelar (para distingui-las das estrelas Be clássicas).

Em ocasiões, as estrelas Herbig Ae/Be apresentam mudanças no brilho significativas. Pensa-se ser devido à existência de agrupamentos (protoplanetas ou planetesimais) no disco circum-estelar.
Objectos parecidos com as estrelas Herbig Ae/Be, mas com massa menor (inferior a 2 massas solares), são as já citadas estrelas T Tauri, que correspondem a estrelas de tipo espectral F, G, K e M que ainda não entraram na sequência principal. Não se observaram objectos similares com massa superior a 8 massas solares, pois evoluíram muito rapidamente: quando são visíveis já se produz a fusão do hidrogénio no núcleo e são, portanto, estrelas da sequência principal.